# Loushanguan
Loushanguan (kinesiska: 娄山关) är en häradshuvudort i Kina. Den ligger i provinsen Guizhou, i den sydvästra delen av landet, omkring 170 kilometer norr om provinshuvudstaden Guiyang. Antalet invånare är 80 344.